# Saylorsburg (Pensilvania)
Saylorsburg es un lugar designado por el censo ubicado en el condado de Monroe en el estado estadounidense de Pensilvania. En el Censo de 2010 tenía una población de 1126 habitantes y una densidad poblacional de 343,68 personas por km².

## Geografía
Saylorsburg se encuentra ubicado en las coordenadas 40°53′57″N 75°19′0″O / 40.89917, -75.31667. Según la Oficina del Censo de los Estados Unidos, Saylorsburg tiene una superficie total de 3.28 km², de la cual 3.12 km² corresponden a tierra firme y (4.66%) 0.15 km² es agua.

## Demografía
Según el censo de 2010, había 1126 personas residiendo en Saylorsburg. La densidad de población era de 343,68 hab./km². De los 1126 habitantes, Saylorsburg estaba compuesto por el 95.2% blancos, el 1.95% eran afroamericanos, el 0.27% eran amerindios, el 0.62% eran asiáticos, el 0% eran isleños del Pacífico, el 0.53% eran de otras razas y el 1.42% pertenecían a dos o más razas. Del total de la población el 3.55% eran hispanos o latinos de cualquier raza.